# Tanger
Tanger je grad u sjevernom Maroku. Nalazi se na suprotnoj strani Gibraltara i često ga nazivaju vratima Afrike. Prema popisu iz 2004. godine grad je ima 669 680 stanovnika.
Na mjestu Tangera se nalazio starorimski grad Tingis, koji je bio glavni grad rimske provincije Mauretanije Tingitane.